# Râul Dosu
Râul Dosu este un curs de apă, afluent al râului Muereasca. 